# 中川晶輝
中川 晶輝（なかがわ あきてる、1917年2月25日 - ）は、日本の眼科医・キリスト教活動家。

## 人物・来歴
愛媛県松山市生まれ。1942年9月東京慈恵会医科大学卒業。12月北京同仁医院（眼科）勤務。45年８月北京仁民医院（眼科）に留用。同時に日本人戦犯拘置所に一日おきに往診。1947年11月帰国。1948年３月衣笠病院眼科勤務。1953年２月白十字会村山療養園（現東京白十字病院・結核科）勤務。1972年７月特別養護老人ホーム白十字ホーム園長就任。89年３月園長退任。引き続き専任医師として勤務。93年７月白十字ホーム退職。キリスト者平和の会委員、安保反対キリスト者平和会議事務局長、日本友和会理事長及び理事、白十字会理事、アルヴィン学院理事、友愛の灯協会会長、全国老人福祉問題研究会会長などを歴任。日本基督教団信濃町教会員。

## 著書
- 『ここに問題が 老人の医療と福祉』(ゆたかなくらし選書) 同時代社, 1984.4
- 『キリスト信仰と服従の道 ヤコブの手紙講解』(新教新書) 新教出版社, 1996.1
- 『一筆放談』(ゆたかなくらしブックス 萌文社, 1999.7
- 『ある平和主義者の回想』新教出版社, 2002.2

共編
- 『特別養護老人ホームの処遇』石見清哉共編　(現代老人福祉双書 全国社会福祉協議会, 1980.5